# Cantonul Saint-Just-Saint-Rambert
Cantonul Saint-Just-Saint-Rambert este un canton din arondismentul Montbrison, departamentul Loire, regiunea Rhône-Alpes, Franța.

## Comune
| Comune                   | Populație (1999) | Cod poștal | Cod INSEE |
| ------------------------ | ---------------- | ---------- | --------- |
| Boisset-lès-Montrond     | 1 006            | 42210      | 42020     |
| Bonson                   | 3 710            | 42160      | 42022     |
| Chambles                 | 877              | 42170      | 42042     |
| Craintilleux             | 1 082            | 42210      | 42075     |
| Périgneux                | 1 222            | 42380      | 42169     |
| Saint-Cyprien            | 2 375            | 42160      | 42211     |
| Saint-Marcellin-en-Forez | 4 019            | 42680      | 42256     |
| Saint-Just-Saint-Rambert | 14 809           | 42170      | 42279     |
| Saint-Romain-le-Puy      | 3 342            | 42610      | 42285     |
| Sury-le-Comtal           | 5 272            | 42450      | 42304     |
| Unias                    | 301              | 42210      | 42315     |
| Veauchette               | 834              | 42340      | 42324     |